# Hjúki i Bil
U nordijskoj mitologiji, Hjúki i Bil su dvoje djece, brat i sestra, koji prate Manija (Mjesec) na nebu. Spomenuti su jedino u Mlađoj Eddi, koju je napisao Snorri Sturluson u 13. stoljeću. Bil, djevojčica, poistovjećuje se, prema teoriji, s duhom zvanim Bilwis. Druge teorije pokušavaju objasniti što Hjúki i Bil predstavljaju na nebu.

## Gylfaginning
Prema Gylfaginningu (dio Edde), biće zvano Viðfinnr otac je Hjúkija i Bil. (Nigdje nije objašnjeno što je Viðfinnr, odnosno, koje je vrste bića prema nordijskoj mitologiji te se pretpostavlja da se radi o smrtnom čovjeku.) Kad su jednom Hjúki i Bil išli svojim putem noseći posudu s vodom, Máni ih je uzeo sa Zemlje te oni otada prate Mjesec nebom, što je „vidljivo sa Zemlje”. U 35. poglavlju Gylfaginninga, Bil je spomenuta zajedno s Manijevom sestrom Sol (Sunce) kao jedna od božica.

## Teorije
Prema raznim teorijama, Hjúki i Bil predstavljaju nešto što je na neki način povezano s Mjesecom. Jacob Grimm je smatrao da to dvoje djece predstavlja kratere na Mjesecu, s čime se složio Benjamin Thorpe.